# Royal Puma FC
Der Royal Puma Football Club ist ein Fußballklub aus Pago Pago in Amerikanisch-Samoa.

## Geschichte
Der Klub wurde im Jahr 1991 gegründet und spielt seitdem im Spielbetrieb der FFAS Senior League. Die Saison 2023 konnte die Mannschaft erstmals als Meister beenden, in der daraus folgenden Qualifikationsrunde zur OFC Champions League 2025 scheiterte man allerdings.